# Октябрьская (Карелия)
Октя́брьская (Ручей) — деревня в составе Авдеевского сельского поселения Пудожского района Республики Карелия.

## Общие сведения
Расположена в 34 км к северо-западу от райцентра Пудож на западном берегу озера Купецкого, у автодороги А119 (Вологда — Медвежьегорск). Ближайшими деревнями являются Авдеево — в 2 км по Пудожской дороге на юг и Алексеево — 1 км на северо-восток. Высота над уровнем моря 61 м.
Входит в состав деревни Авдеево.
В деревне расположена полуразрушенная часовня Сошествия Святого Духа и Троицы Живоначальной (конец XIX века).

## Население
| 2002 | 2010 | 2013 |
| ---- | ---- | ---- |
| 34   | ↘24  | ↘20  |